# Zoologická zahrada Bratislava
Bratislavská zoologická zahrada je zoologická zahrada v Bratislavě. Nachází se v Mlynské dolině, která administrativně patří k městské části Karlova Ves.

## Historie
První plány na založení zoologické zahrady v Bratislavě se objevily roku 1948. V roce 1949 byla vybrána pro její umístění Mlýnská dolina; zahradě bylo vyhrazeno nejdříve 9 hektarů, s možností rozšíření až na 90 ha. Roku 1959 se začalo s výstavbou. Zoo byla oficiálně otevřena 9. května 1960.
V letech 1981 až 1985 byly zničeny dvě třetiny areálu kvůli výstavbě kanalizačního potrubí a dálničního přivaděče. Roku 2003 byla poblíž zoo zahájena výstavba posledního úseku dálnice D2 a tunelu Sitina což si vynutilo přemístění vstupu do areálu.

## Současnost
Zoo v současnosti chová 169 druhů zvířat. Její nynější rozloha je 96 hektarů.
Kuriozitou byl pokus o umělé oplodnění nosorožčí samice Ady.